# 莫斯科—聖彼得堡高速鐵路
莫斯科—聖彼得堡高速鐵路（羅馬化：VSM Moskva-Sankt-Peterburg）是俄羅斯一條計劃中的高速鐵路線。根據俄羅斯鐵路，工程預計於2021年開工。高鐵全長預計為679公里，車程預計2小時19分鐘。
2021年11月，有報導指相關計劃將有可能拋棄以對莫斯科—聖彼得堡鐵路進行升級。
2023年8月18日，俄羅斯總統普京宣佈是時候興建鐵路。他稱來往莫斯科至聖彼得堡的高速鐵路應該只是開始，並計劃進一步連接喀山和東面其他城市。
2023年12月15日，俄羅斯交通部長Vitaly Saveliev稱已經成立實施的主要範圍並開發了財務和組織上的模型。